# Новая Самаевка
Новая Самаевка — деревня Ковылкинского района Республики Мордовия в составе Мамолаевского сельского поселения. 

## География
Находится на расстоянии примерно 21 километр по прямой на север-северо-восток от районного центра города Ковылкино.

## История
Деревня известна с XVIII века, когда в ней была построена деревянная церковь. В 1869 году учтена была как казенное село Краснослободского уезда из 63 дворов. 

## Население
Постоянное население составляло 217 человек (мордва-мокша 98%) в 2002 году, 212 в 2010 году .